# Histoire de Barcelone

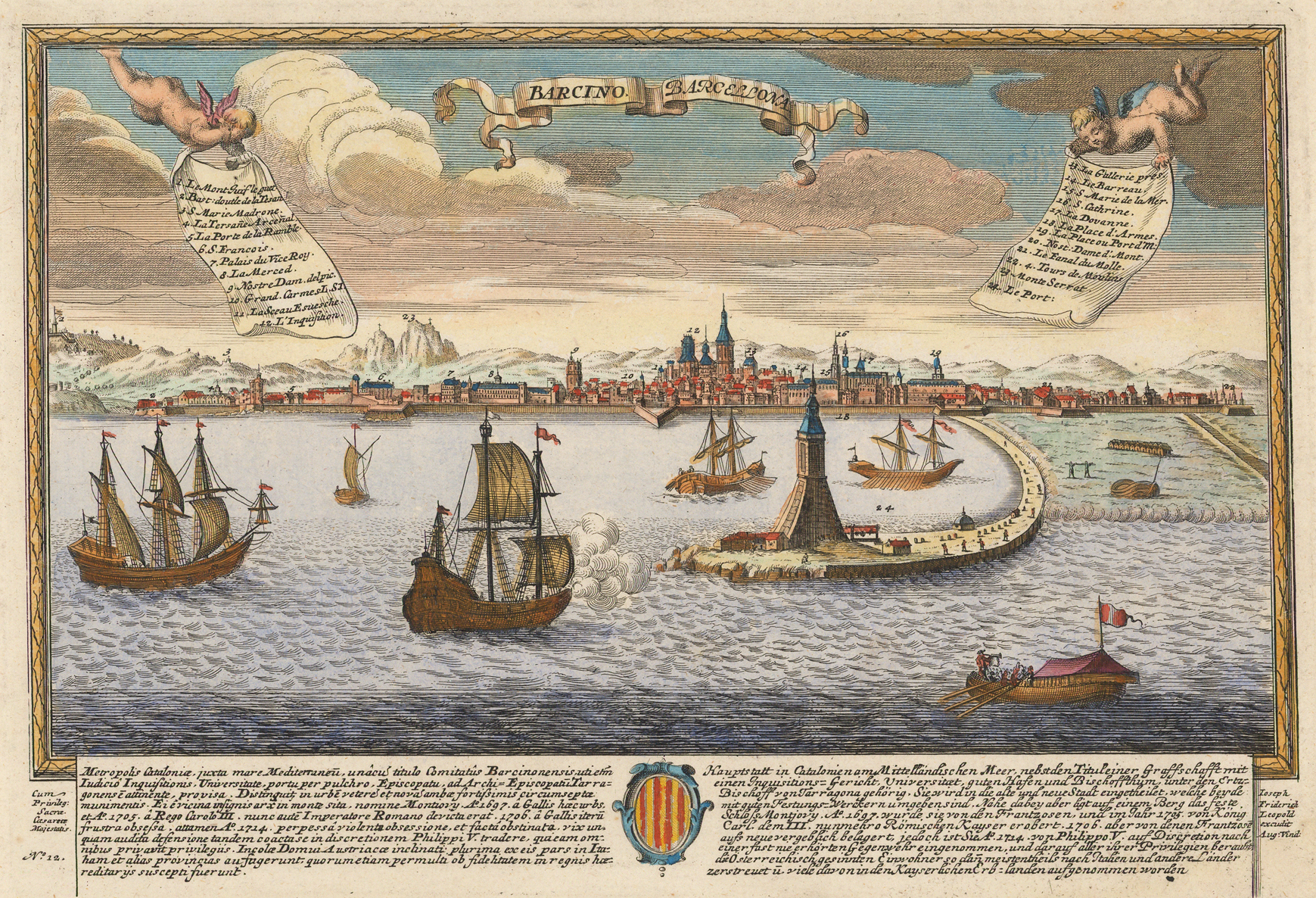
Port de Barcelona, gravat de Joseph Friedrich Leopold (ca. 1720).

L’histoire de Barcelone s'étale sur quatre millénaires, depuis le néolithique, période à laquelle les premiers restes archéologiques signalant une activité humaine sont retrouvés sur le territoire de la ville, jusqu'aux temps présents.

## Histoire
Parmi les populations qui se sont succédé sur ce territoire, on compte les Ibères, les Romains, les Juifs, les Wisigoths, les Musulmans et les Chrétiens. À la fois capitale de Catalogne et seconde ville d'Espagne en importance, la Ciutat Comtal (Comté de Barcelone) a forgé sa propre stature avec le temps. Petite colonie romaine à ses débuts, elle s'est convertie en une ville cosmopolite reconnue internationalement pour des aspects relatifs à son économie, à son patrimoine artistique, à sa culture, au sport et à la vie sociale.
Des vestiges antérieurs à la fondation de la ville par les romains au premier siècle ont été retrouvés. L'aire de la plaine de Barcelone (pla de Barcelona (ca)) et les zones adjacentes conservent des restes de la fin du néolithique et des débuts du chalcolithique. Postérieurement se développe la culture levantine, un peuplement ibère. La ville romaine fondée au temps d'Auguste sera une colonie prospère encore que d'importance faible. À partir du IIIe siècle le christianisme est introduit et, entre les Ve et VIIIe siècles, il fera partie du règne wisigoth. Après une brève occupation musulmane, Barcelone entre dans l'orbite de l'Empire carolingien, jusqu'à ce que se constitue le comté de Barcelone qui devient indépendant au Xe siècle.
À l'époque médiévale le comté de Barcelone rassemble sous son autorité les autres comtés catalans et avec la formation de la Couronne d'Aragón la ville se convertit en l'un des centres politiques, économiques, sociaux, culturels et commerciaux d'un vaste territoire qui s'étend sur la côte méditerranéenne. Cette entité regroupe notamment la Catalogne, l'Aragon, le Royaume de Valence, les Baléares, le Roussillon et le territoire de l'actuel département français des Pyrènées-Orientales, la seigneurie de Montpellier, le comté de Provence, la Sardaigne, la Sicile, Naples, Athènes et le Duché de Néopatrie.
La crise économique et sociale de l'époque basse-médievale se prolonge en partie durant l'époque moderne: l'union de la Castille et de l'Aragon, qui se constituent en Monarchie catholique espagnole, se traduit par le transfert du pouvoir royal vers les terres castillanes. Ceci entraine une période de déclin, aggravée par des conflits militaires comme la Guerre des faucheurs (1640-1651) ou la Guerre de Succession (1701-1714), si bien qu'à partir du XVIIIe siècle commence une étape de puissance économique[pas clair].
Le XIXe siècle entraine une grande croissance de la ville, tant au niveau démographique qu'économique et urbanistique. Le plan Cerdà et la fusions de plusieurs communes mitoyennes se traduisent par un important agrandissement du périmètre urbain. La ville connait un processus d'industrialisation et de modernisation des structures urbaines, économiques et sociales. Sur le plan social, les conflits provoqués par la lutte des classes entre le prolétariat et la bourgeoisie sont nombreux. Une renaissance culturelle se fait aussi jour. À la fin du siècle le Modernisme catalan apparait comme l'expression artistique par excellence de la nouvelle société barcelonaise.
La guerre civile espagnole a un fort impact sur la cité au début du XXe siècle. La dictature franquiste entraine une période de déclin. Cependant, le retour à la démocratie revitalise de nouveau la ville après 1975. Le progrès continu, tant économique que social, fait de Barcelone un pôle urbain de grande importance tant dans le contexte espagnol qu'européen, alors que divers événements sociaux, tels les Jeux olympiques d'été de 1992 et le Forum universel des cultures de 2004, positionnent la Ciudad Condal comme une métropole au prestige reconnue internationalement, un important foyer touristique et culturel, ainsi qu'un puissant centre financier y congressiste.

## Géographie et localisation

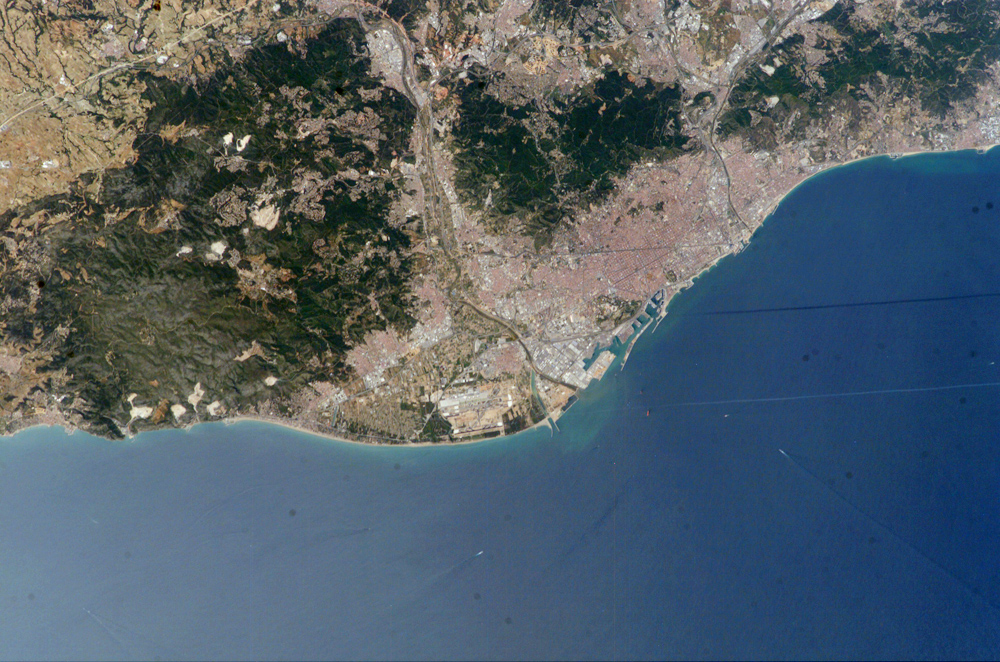
Barcelone entre le Fleuve LLobregat, au centre, et le fleuve Besos, à droite.

Barcelone, capitale de la communauté autonome de Catalogne, se trouve dans le Levant espagnol, sur la côte méditerranéenne.La ville est localisée entre 41° 16' et 41° 30' de latitude nord et 1° 54' et 2° 18' de longitude est. . Sa superficie est de 102,16 km2, elle se situe dans une plaine de quelque 11 km de long et 6 de large, limitée par la mer et par la sierra de Collserola— dont la cime du Tibidabo (516,2 m) le point culminant — ainsi que par les deltas des rivières Besòs et Llobregat. La ville est séparée du delta del Llobregat par la montagne de Montjuïc (184,8 m).
Le fait que La Rambla soit à la place d'une ancienne rivière déplacée, peut suggérer l'idée que le cours des rivières a varié avec le temps. Au sud le Torrent fluvial du Llobregat était connu des romains, lui ayant donné le nom de latin rubricatus relatif à la couleur rouge de sa marne, là où le fleuve prend sa source.
Le Besòs est un fleuve plus court qui a été utilisé pour l'irrigation, pour l'alimentation des moulins à eau, ainsi que pour l'alimentation en eau de la ville qu'il a pu traverser, avant d'être relégué dans un quartier industriel où il a été confronté à une substantielle pollution. Certains voient une origine commune entre le nom de ce fleuve et celui de la ville de Barcelone (Barcino). Il a conduit à la construction du canal du conté, au Moyen Âge. Les eaux sauvages du Besos ont été au cours de l'histoire canalisées et réparties dans différents petits canaux, permettant d'assurer l'agriculture.

### Évolution démographique
| Évolution démographique de la population de Barcelone (1857-2015) |
| --- |
| |
| *Sont montrées les données de 1979 et 1981 par manque de recensement en l'an 1980 et par maximum historique et postérieur due la décroissance prononcée de population entre temps de ces deux années Sources : Recensements, enregistrements et Rectifications des enregistrements de la Mairie de Barcelone et l'Institut National de statistique d'Espagne (INE). |

### Toponymie

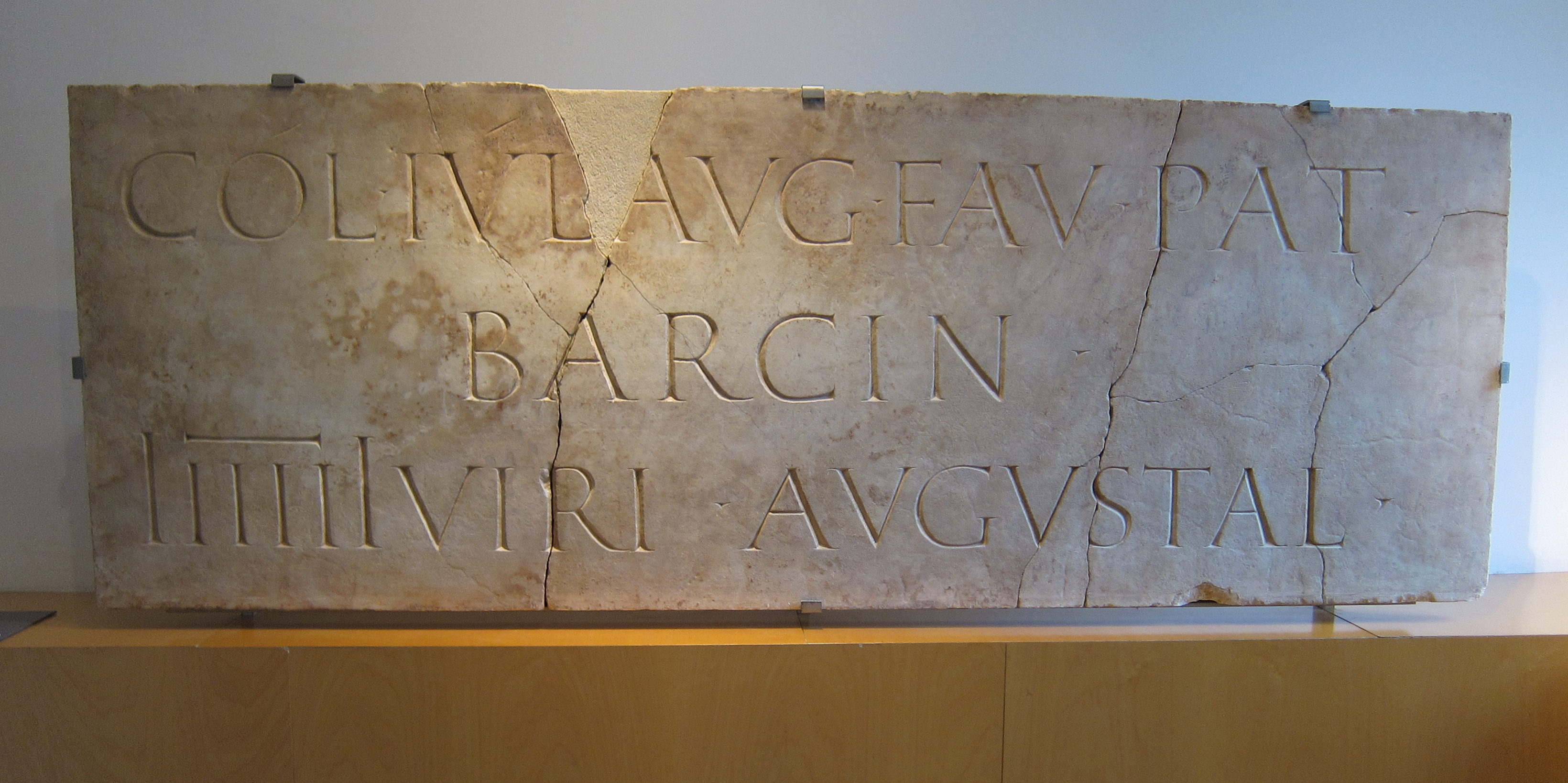
Estela romana de mármol con el nombre de Barcino (110-130 d. C.), Musée d'histoire de Barcelone.

L'origine et la signification du toponyme de Barcelona est incertaine.
Elle semble provenir d'un peuple ibère dénommé Barkeno (), qui est mentionné sur quelques drachmes ibères du IIe siècle Cette forme s'est adapté en latin comme Barcǐnō lorsque la ville a été fondée comme colonie romaine au Ier siècle Quelques légendes pointent une possible origine carthaginoise, dérivée d'Hamilcar Barca, mais cela semble peu probable, comme la légende qui attribue la fondation de la ville à Hercule, qui y aurait conduit le neuvième (noveno) d'une flotte de bateaux, qui auraient conduit à l’appellation Barca-nona.
La première mention écrite de Barcino vient du Ier siècle, effectué par Pomponius Mela, alors qu'au IIe siècle l'astronome Claude Ptolémée la mentionne en grec comme Βαϱϰινών (Barkinṓn) dans sa Géographie. Le toponyme évolue entre les IVe et VIIe siècles : au IVe siècle Avienus l'appelle dans sa Ora maritima : Barcilō, même s'il y a alors de nombreuses variantes, comme Barcilona, Barcinona, Barcinonem, Barchinon ou Barchinonam. D'un autre côté, déjà en l'an 402 le poète Perse la dénomme Barcellōne, un génitif qui laisse supposer l'existence d'un nominatif Barcellōna. Isidoro de Sevilla la nomme au VIIe siècle comme Barcinona, même si au même siècle apparaît la forme actuelle de Barcelone.
Le toponyme de Barcelone est présent dans d'autres pays du monde, dans une cinquantaine de localités, beaucoup en Amérique latine — notamment la Barcelona vénézuélienne — d'autres dans le bassin méditerranéen (France, Italie), et d'autres dans des pays sans lien ostentatoire (États-Unis, Philippines, Australie et Cameroun).

## Symboles

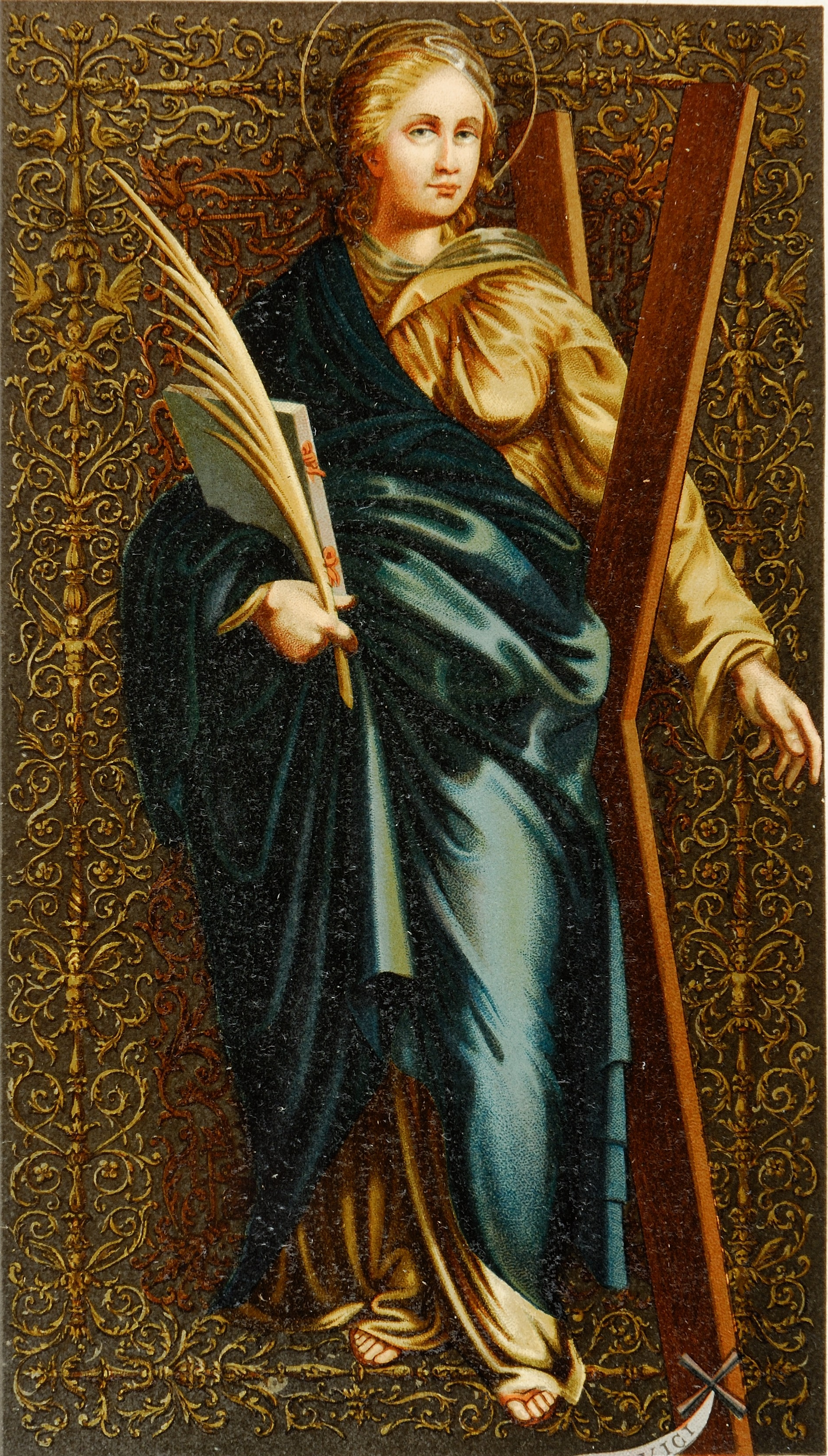
Bandera de Santa Eulalia.

## Période ibérique

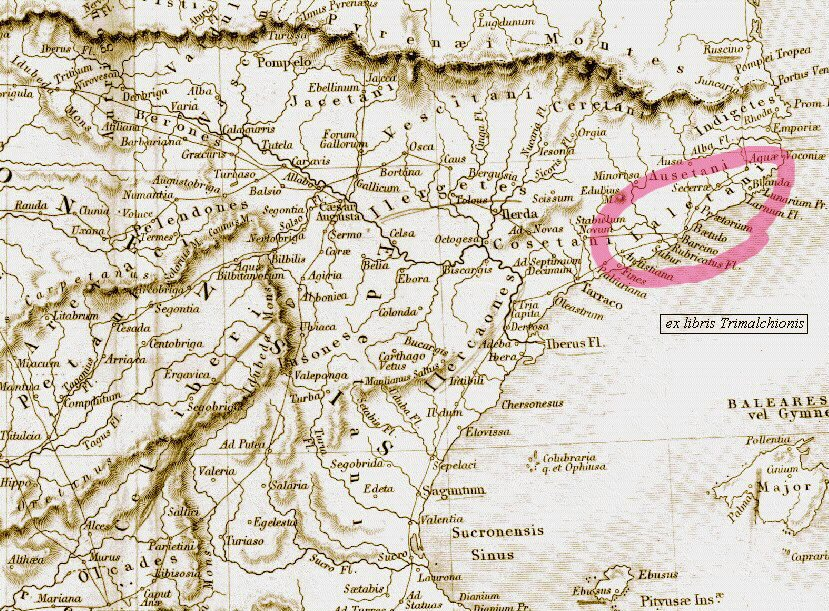
Territoire des laietans.

Entre le VIe et le Ier siècle av. J.-C. la plaine de Barcelone était occupée par les Laietans, une population ibère qui occupait les actuelles comarques du Barcelonais, du Vallès, du Maresme et du Baix Llobregat. Les laietans vivaient de l'agriculture, de l'exploitation du bétail, et de l'exploitation minière — principalement fer, argent, cuivre et or —, et entretenaient des contacts commerciaux avec les comptoirs de la Grèce antique d'Empúries. Ils utilisaient un alphabet de 28 signes, bien que leur langage n'ait pas encore été déchiffré.
À Barcelone il ne reste presque plus de restes archéologiques ibériques : les principaux vestiges de cette culture se trouvent dans les collines de la Rovira, de la Peira et du Putget, ainsi qu'à Santa Creu d'Olorda — au  Tibidabo — mais ils n'ont pas permis d'établir de caractéristiques spéciales qui se trouvent dans les habitats ou les sépultures funéraires. Les principaux restes proviennent de la Rovira, où en 1931 sont trouvés les vestiges d'un peuplement ibérique qui seront malheureusement détruits à l'installation de batteries anti-aérienne durant la Guerre civile espagnole. Il semble qu'ils disposaient d'une muraille à double accès, bien que, situés à l'extérieur des murs sont trouvés un ensemble de sites avec 44 dépôts excavés dans la roche. Aussi sont trouvés divers vases de céramique.
Il semble que la principale implantation ibérique de la zone soit à Montjuïc (village ibérique de Montjuïc) — possiblement le Barkeno qui nommaient deux monnaies frappées à la fin du IIIe siècle av. J.-C. — même si l'urbanisation récente de la montagne et son utilisation intensive comme pierre durant toute l'histoire de la ville a provoqué la perte de la majorité des restes. En 1928 sont découverts, dans la zone de Magòria neuf sites de grande capacité, qui probablement faisaient partie d'un magasin d'excédents agricoles, en plus des restes de céramique et deux roues de charrette élaborées en fer. Par ailleurs, en 1984 sont trouvés des restes d'une implantation dans le versant sud-ouest de la montagne, dans un terrain de quelque deux ou trois hectares.
Possiblement il y aura là une autre implantation au mont Tàber (ca), mais l'unique indice est une stèle de pierre avec une inscription ibérique trouvée dans une maison de la carrière Arc de Sant Ramon del Call, trouvée au XIXe et aujourd'hui déjà perdue. Quelques références à une implantation ibérique nommée Laie ou Laiesken semblent légendaires; l'inscription Laiesken trouvée en quelques monnaies faisait probablement référence au nom de tout le territoire laietà, et non à un seul village.
Selon d'autres sources, la ville s'appelait Laie lorsqu'elle était aux Carthaginois, puis devint la capitale des Layetania.

## Moyen Âge

### Haut Moyen Âge
Pendant le haut Moyen Âge, à la suite de la conquête musulmane de la péninsule Ibérique, Barcelone se retrouve incluse au nord-est de l'Émirat de Cordoue, à proximité de la frontière avec la Septimanie lorsque Pépin le Bref puis Charlemagne étendent leurs territoires vers le sud.
La période de domination carolingienne de la ville s’étend de la prise de la ville par Louis le Pieux en 801 à l’offensive d’Almanzor et au sac de Barcelone en 985. Après avoir repris la ville aux musulmans, Louis, roi d’Aquitaine, désigne Berà, un noble local d’origine Goth et fils du comte de Toulouse, comme premier comte de Barcelone. Le territoire, bien que sous influence carolingienne et rattaché à l'Empire de Charlemagne, reste très marqué par la domination goth du Haut Moyen Âge, notamment dans le domaine du droit et de la culture, allant jusqu'à faire référence aux habitants du comté de Barcelone comme des Gothi. Compte-tenu de la position frontalière de la Catalogne, le nouveau comte bénéficie aussi du titre de marquis de la marche d’Espagne. À cette époque, l’évêché dépend du siège métropolitain de Narbonne,. En 815, une armée commandée par Abd Allah al-Balansi, l’oncle d’Al-Hakam Ier part à la reconquête de la ville mais est mise en déroute par les troupes levées par Berà. À la mort d’Odiló, comte de Gérone en 817, le comte de Barcelone va prendre possession de ses territoires qui incluent également les pagus de Besalú et des Empuries. Vers 820, Berà et quelques autres notables gothiques se révoltent contre le pouvoir carolingiens et sont déposés. Louis nomme alors Rampon comme nouveau comte de Barcelone.
La ville est ravagée par l'expédition d'Almanzor lors du sac de Barcelone (985). Paradoxalement, cet événement est à l'origine du développement de la ville qui prend son indépendance de fait du royaume Franc après que le roi des Francs a été dans l'impossibilité de défendre la ville vassale.

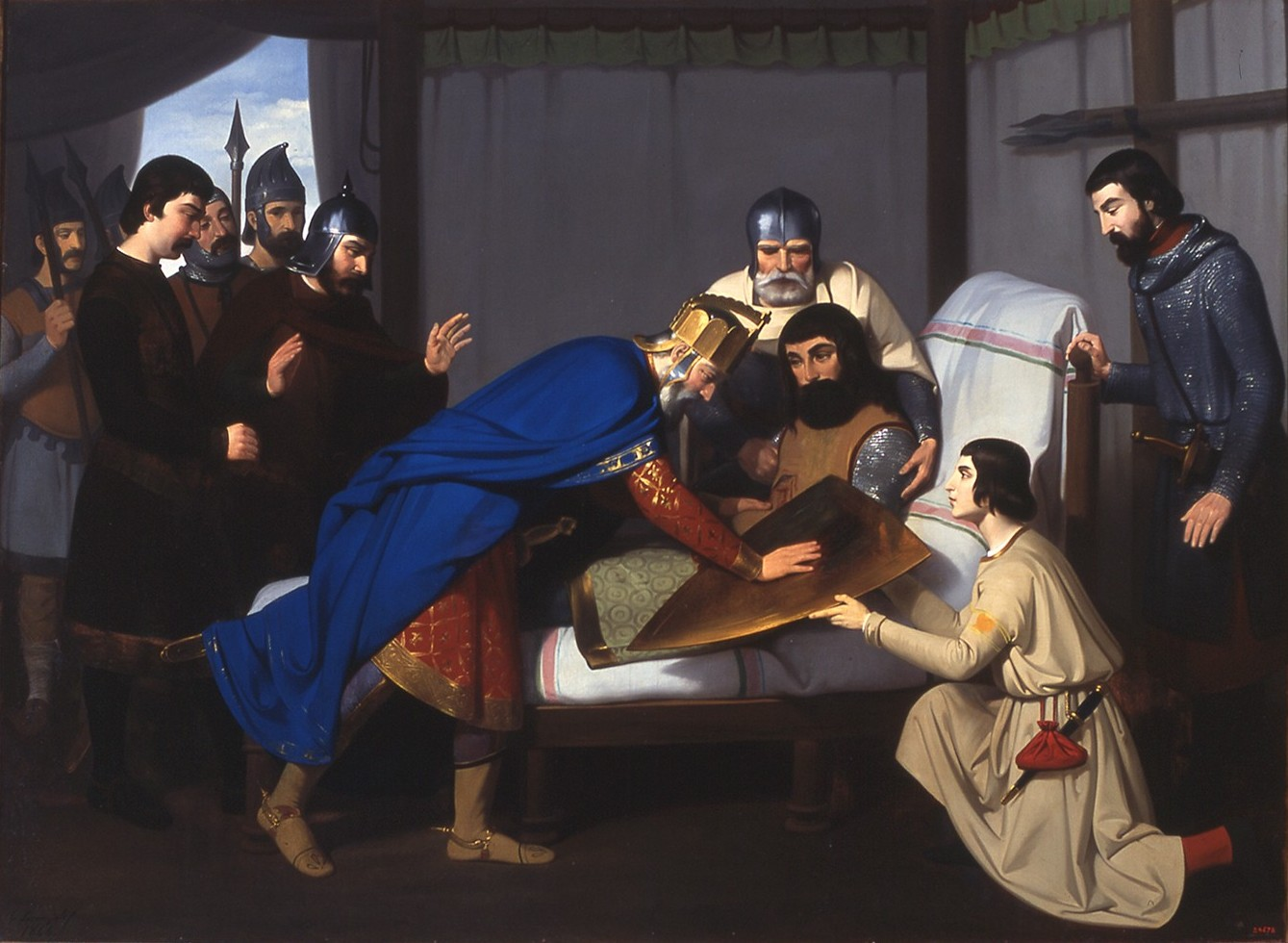
Origine de l'écu des comtes de Barcelone, huile sur toile, Claudi Lorenzale (1843-1844), Académie royale catalane des beaux-arts de Saint-Georges. Ce tableau représente le mythe de l'origine de la Senyera lors de la mort de Guifred le Velu en 897.

### Bas Moyen Âge

#### Barcelone féodale
Dans le contexte de la féodalité, Barcelone jouit de privilèges importants, disposant notamment de ses propres droits fors, accordés progressivement par les rois francs puis les comtes catalans successifs. Cette législation permet entre autres le libre exercice d’activités artisanales et commerciales par les habitants de la ville. Cette caractéristique, couplée à la position stratégique de la ville et à la sécurité qu’apporte ses murailles lui permet de devenir la ville moteur de la nouvelle Principauté de Catalogne, née de l’union de tous les comtés catalans dans le même temps que l’intégration de ceux-ci dans le royaume d’Aragon.
Cette unification est le fruit d’une politique d’expansion territoriale rapide tous le long du XIe siècle. Dans la première moitié du XIe siècle Raimond-Béranger Ier conquiert le sud de la Catalogne au détriment des Taïfas ( petits royaumes musulmans ) de Saragosse et de Tortossa, ce qui permet également à la ville une certaine prospérité économique grâce aux impôts de ces nouveaux territoires tributaires. L’hégémonie de la ville en tant que capitale régionale va également s’accentuer lorsque le comte de Barcelone prend l’ascendant sur ses frères et soumets à son autorité les comtés de Gérone et d’Osona. Son autorité est définitivement assise après la répression de la révolte du noble Mir Geribert. Le reste de l’expansion territoriale se fait via l’achat des comtés de Rasès et de Carcassonne en Occitanie. Ses fils, Raimond-Bérenger II et Berenger-Raimond II contribuent à maintenir cette hégémonie en augmentant les tributs – ou parias – dont sont redevables les royaumes musulmans de Tortosa et de Saragosse puis plus tard les royaumes de Dénia et de Grenade également.

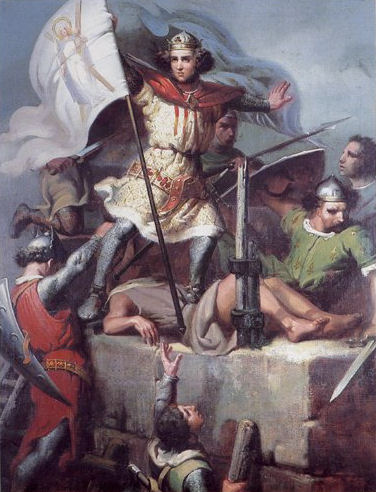
Raimond-Bérenger III fixant le drapeau de Barcelone sur le château de Fos-sur-Mer, par Marià Fortuny (1857), Académie royale catalane des beaux-arts de Saint-Georges (en dépôt au Palais de la Généralité de Catalogne).

Raimond-Béranger III intégrera par la guerre les comtés de Besalú en 1111 et de Cerdagne en 1117 à la Principauté de Catalogne, puis le comté de Provence grâce à son mariage avec Douce de Provence en 1112. En 1118 l’Église catalane s’émancipe de l’archevêché de Narbonne grâce à l’autorisation du pape et restaure son siège à Tarragone.

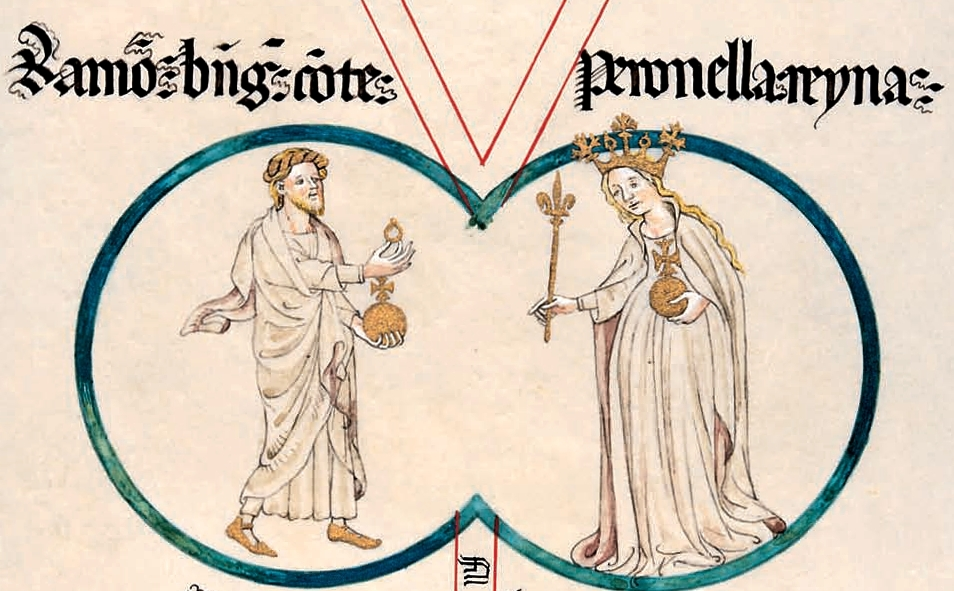
Raimond-Béranger IV et Pétronille d'Aragon.

 Le mariage de Raimond-Béranger IV de Barcelone et de Pétronille d’Aragon en 1137 va unifier les deux territoires sous une même dynastie et fonder la couronne d’Aragon Barcelone va devenir une des villes les plus importantes du nouveau royaume ainsi que le principal lieu de rassemblement de la cour. Néanmoins, les deux territoires ne fusionnent pas institutionnellement et conservent chacun leurs spécificités juridiques, institutionnelles et leurs propres privilèges,. Raimond-Béranger va également conquérir les villes de Lérida ( Lleida en catalan ) et de Tortosa pour former un territoire équivalent à la Catalogne actuelle. Un processus de rechristianisation est enclenché sur cette « Nouvelle Catalogne » qui bénéficiera de privilèges différents vis-à-vis de la Vieille Catalogne qui restera dans une tradition féodale plus affirmée. En 1165 Raimond-Béranger intègre également le comté de Provence à la couronne.

Le XIIe siècle va être marqué par le renforcement des défenses de la ville de Barcelone en particulier aux portes de la ville avec l’érection du Château Neuf, du Château de Regomir à la porte de la Mer et du Château de l’Ardiaca à la porte de Bisbe sur l’emplacement de l’actuelle Place Neuve. La prospérité de la ville et la diminution des incursions musulmanes vont permettre son agrandissement extra-muros. Plusieurs quartiers et villes-neuves vont être créés autour des églises et des monastères préexistants autour de Barcelone. Les exemples sont nombreux, c’est le cas autour de l’église de Sainte-Marie-de-la-Mer avec la création d’un quartier portuaire, autour de l’église de Saint-Cugat où va se développer un quartier à dominante agraire. D’autres quartiers similaires vont se développer à proximité des églises de Saint-Pierre de les Puelles, de Sainte-Marie de Pi, de Sainte-Anne ou encore autour de la porte de Bisbe et de la Grande Porte. C’est aussi à cette époque que va progressivement se structurer le quartier du Reval, initialement composé de vergers et de quelques édifices religieux comme le monastère de Saint-Paul del camp, l’église de Saint-Antoine-Abat, le couvent des carmélites, le prieuré de Nazareth, ou encore le monastère de Montalegre.

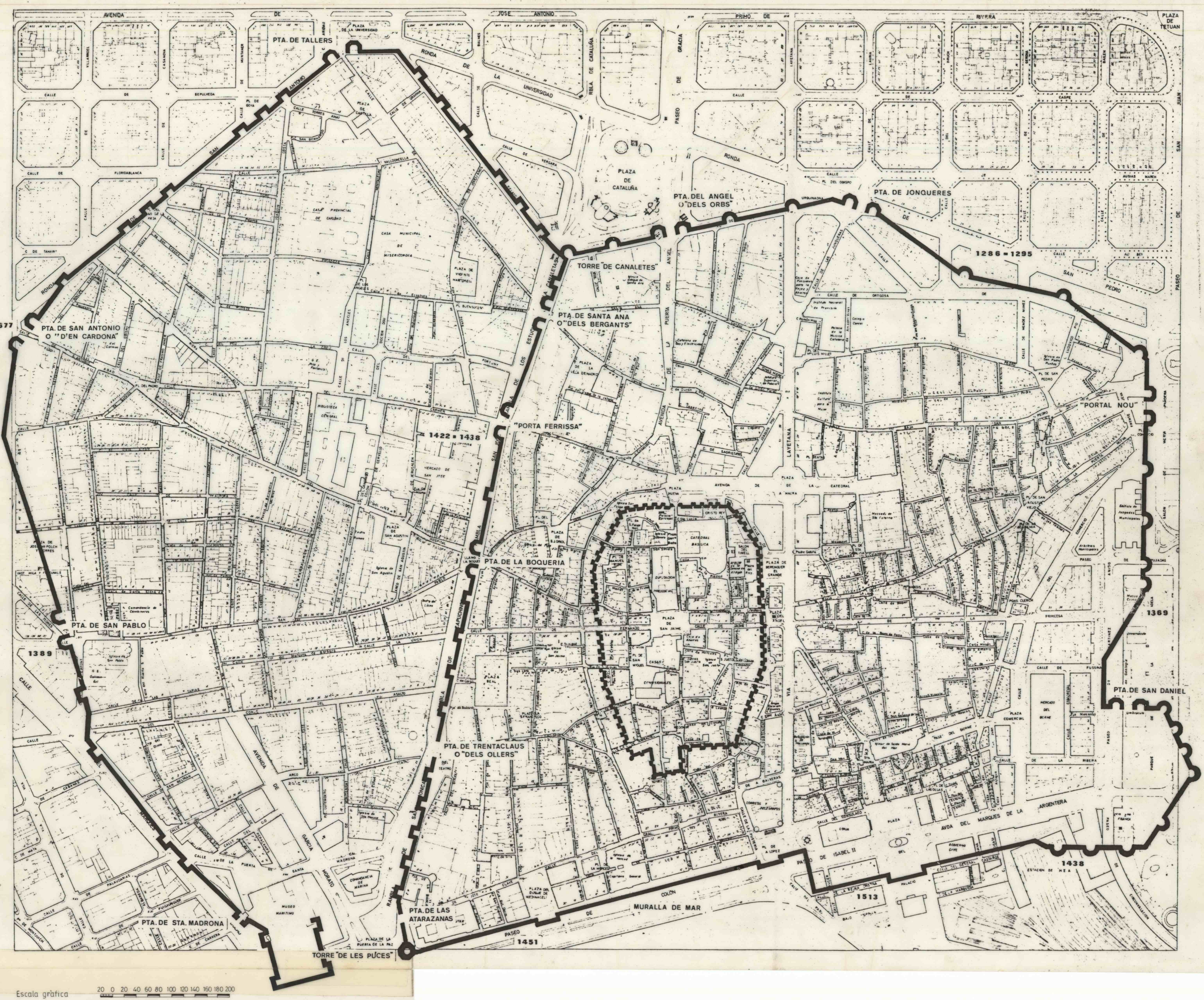
Plan de Barcelone au XVe siècle.

 La création de ces nouveaux quartiers va rendre nécessaire le développement d’un nouveau mur d’enceinte longues de 5 100 m et englobant une superficie de 1,5 km2 de Saint-Pierre de les Puelles jusqu’aux Drassanes sur la mer Méditerranée. Ces nouvelles murailles disposent de quatre-vingts tours ainsi que de huit portes. À cela s’ajoute la construction dans la périphérie directe de la ville d’une série de fortification pour la défense du territoire à l’instar du château du port à Montjuïc, du château de Martorelln, de celui de Castellví de Rosanes le long du Llobregat, de celui d’Eramprunyà à Gavà, de celui de Castelldefels sur la côte ou encore celui de Montcada. À cette époque, Barcelone a une population d’environ 25 000 habitants.

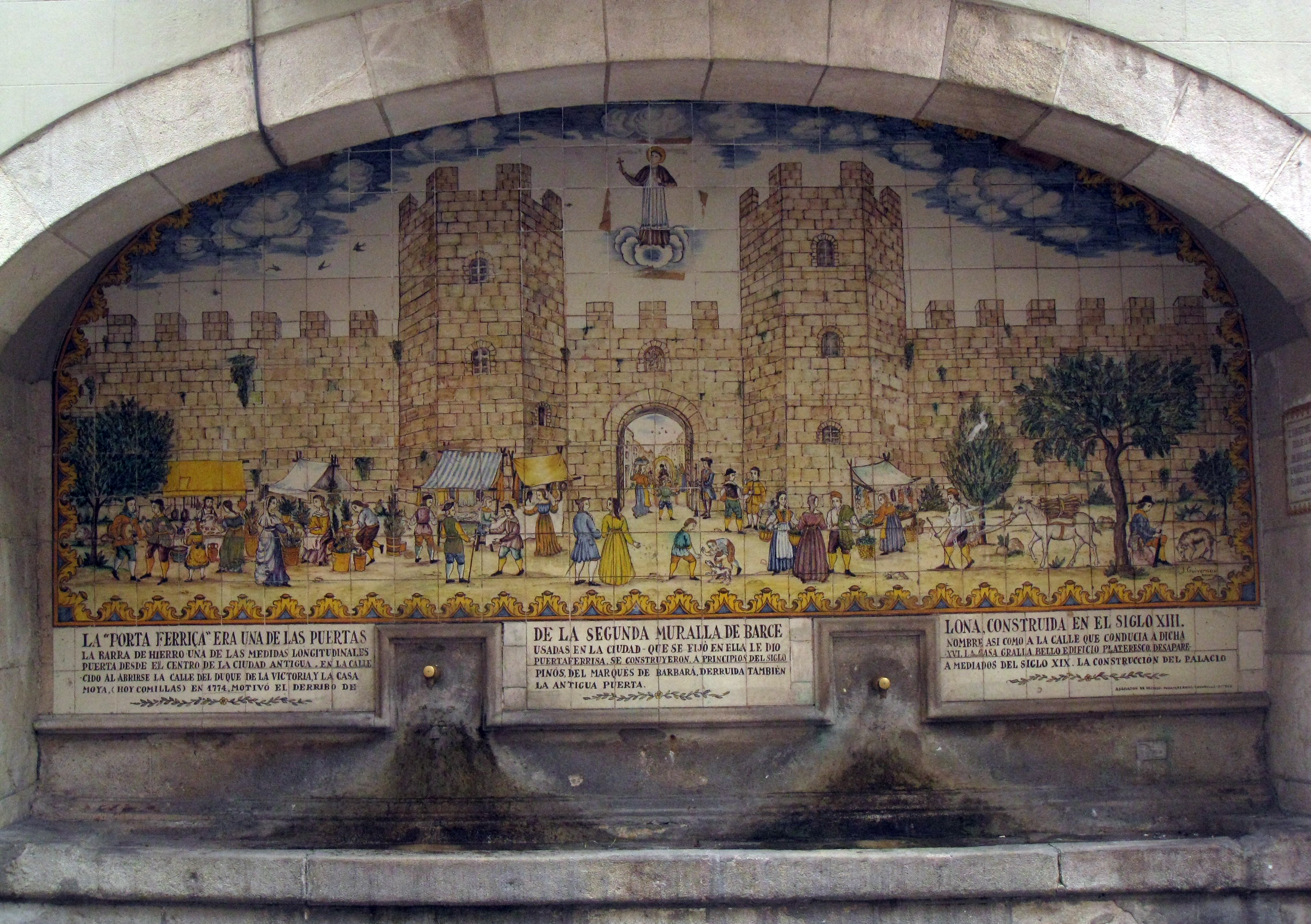
Représentation du mur et de la porte de la Portaferrissa, sur une mosaïque de la fontaine du même nom.

À la mort du comte de Barcelone Raimond-Bérenger IV de Barcelone le 7 août 1162, son fils Alphonse II va donc hériter du comté de Barcelone par son père et du royaume d’Aragon par sa mère. Si le royaume d’Aragon était déjà sous contrôle du comté de Barcelone lors du règne de son père, Alphonse II devient le premier roi d’Aragon appartenant à la dynastie de Barcelone. Cette époque marque pour la ville l’aboutissement de la croissance de son influence comme capitale régionale durant l’ensemble des XIe et XIIe siècles. Intégrée au royaume d’Aragon, elle affirme son statut de centre politique, économique et social majeur d’un territoire comprenant des possessions dans toute la mer Méditerranée.
Au Moyen Âge, la ville va devenir une enclave commerciale majeure, grâce à son arrière-pays et sa proximité avec la France et le recul des territoires musulmans face à la Reconquista, ainsi que grâce à son front de mer avantageux. Dans la zone portuaire de la ville se croisent notamment des marchands originaires de Pise, Gênes, Grèce, d’Égypte et d’Afrique du Nord.
Il faut aussi souligner le rôle de l’Église catholique dans le développement de la ville au Moyen Âge puisqu’elle affirme sa présence dans l’ensemble du périmètre urbain par le biais de plusieurs ordres monastiques notamment : les Bénédictins (Saint-Pierre de Camp, Saint-Pierre de les Puelles, Valldaura, Sainte-Marie de Valldonzella, Sainte-Marie de Jonqueres), les Templiers, les Hospitaliers (Hôpital de la Sainte-Croix), les Franciscains (couvent de Saint-François), les Dominicains (couvent de Sainte-Catherine), les Trinitaires (couvent de la mère de Dieu, actuellement le Grand théâtre du Liceu), les Augustins (couvent de Saint-Augustin), les Carmélites (couvent des Carmes) ou encore l’ordre du Saint- Sépulcre (couvent Sainte-Anne) etc. La ville sera même à l’origine de l’Ordre de Notre-Dame-de-la-Merci après l’apparition selon la légende de la vierge de la merci à Jacques Ier, Saint Raymond de Penyafort et Saint Pierre Nolasque en 1218. Ils s’établissent au couvent de la Merci (actuelle Capitainerie générale) et leur culte va rapidement se diffuser aux restes de la Catalogne. En 1687, Notre-Dame de la Merci va être déclarée patronne du diocèse de Barcelone.